# Novosaratovka
Novosaratovka è un comune dell'Azerbaigian situato nel distretto di Gədəbəy. Conta una popolazione di 2 328 abitanti.